# 鄭文炳
鄭文炳（1478年—？年），字絅之，號雲山，山东济宁卫軍籍湖广黄岡縣人。

## 生平
治《易經》，由國子生中式弘治十一年（1598年）山東鄉試第二十五名舉人，年三十一歲中式正德三年（1508年）戊辰科會試第五十五名，第二甲第五十六名進士。初授南京户部山西清吏司主事，监后湖图籍，宦官对他颇为忌惮。不久改清理两浙逋賦，豪族聞風输納。又管理扬州關税，改兵部主事，监督龍江造船厂。升郎中，受尚書乔宇器重，管理御马监。出知宁国府，仅两月以父母喪事归乡，不久去世。著有《雲山集》行世。

## 家族
曾祖郑友才。祖郑兴。父郑通。母阚氏。慈侍下。弟文焕、文煇。